# Theganopteryx difficilis
Theganopteryx difficilis es una especie de cucaracha del género Theganopteryx, familia Ectobiidae.

## Distribución
Esta especie se encuentra en Madagascar.